# Acland Falls
Die Acland Falls sind ein Wasserfall im Gebiet der Ortschaft Peel Forest am südlichen Ausläufer der Tara Haoa Range in der Region Canterbury auf der Südinsel Neuseelands. Er liegt im Lauf eines namenlosen Bachs, der im Ortsgebiet über den Mills Stream nur wenige hundert Meter hinter dem Wasserfall in den Rangitata River mündet. Seine Fallhöhe beträgt rund 15 Meter.
Vom Parkplatz an der Rangitata Gorge Road führt ein ausgewiesener Wanderweg in rund 25 Minuten zum Wasserfall.